# Кубок обладателей кубков ЕКВ среди женщин 1977/1978
6-й розыгрыш Кубка обладателей кубков ЕКВ среди женщин проходил с декабря 1977 по 12 февраля 1978 года с участием 14 клубных команд стран-членов Европейской конфедерации волейбола. Победителем стала команда «Динамо» (Берлин, ГДР).

## Команды-участницы
| Страна       | Команда                 |
| ------------ | ----------------------- |
| Австрия      | «Блау-Гельб» (Вена)     |
| Бельгия      | «Тюрнхаут» (Тюрнхаут)   |
| Венгрия      | «Вашаш-Иззо» (Будапешт) |
| ГДР          | «Динамо» (Берлин)       |
| Греция       | «Зириниос» (Кифисья)    |
| Израиль      | «Тель-Авив» (Тель-Авив) |
| Италия       | «Иза» (Фано)            |
| Нидерланды   | «Орион» (Дутинхем)      |
| Польша       | «Висла» (Краков)        |
| Португалия   | «Бенфика» (Лиссабон)    |
| Франция      | АСУЛ (Лион)             |
| ФРГ          | «Шверте» (Шверте)       |
| Чехословакия | КПС (Брно)              |
| Швейцария    | «Берн» (Берн)           |

## Система проведения розыгрыша
В турнире принимают участие команды 14 стран-членов ЕКВ (представители национальных чемпионатов или Кубков своих стран). Турнир состоит из двух раундов плей-офф и финального этапа. В раундах плей-офф команды делятся на пары и проводят между собой по два матча с разъездами. Победителем пары выходит команда, одержавшая две победы. В случае равенства побед победителем становится команда, имеющая лучшее соотношение партий по сумме обоих матчей. В случае равенства и этого показателя в дальнейшую стадию плей-офф выходит команда, имеющая лучшее соотношение игровых очков (мячей) по сумме матчей.
8 команд-участниц четвертьфинала плей-офф определяют четырёх участников финального этапа.
Финальный этап состоит из однокругового турнира, по результатам которого определяется итоговая расстановка мест.

## 1/8 финала
декабрь 1977
 «Динамо» (Берлин) свободно от игр.
 «Висла» (Краков) —  «Берн»
10 декабря. 3:0 (15:12, 15:3, 15:5).
18 декабря. 3:0 (15:6, 15:7, 15:5).
 КПС (Брно) свободен от игр.
 «Тюрнхаут» —  «Бенфика» (Лиссабон)
10 декабря. 3:0.
17 декабря. 3:1 (15:13, 15:11, 8:15, 15:7).
 «Шверте» —  «Зириниос» (Кифисья)
.. декабря. 3:0.
.. декабря. 3:0.
 «Иза» (Фано) —  «Тель-Авив»
.. декабря. 3:0.
.. декабря. 3:0.
 «Орион» (Дутинхем) —  «Вашаш-Иззо» (Будапешт)
10 декабря. 0:3 (15:12, 7:15, 8:15, 3:15).
17 декабря. 0:3.
 АСУЛ (Лион) —  «Блау-Гельб» (Вена)
.. декабря. 3:2.
17 декабря. 3:1.

## Четвертьфинал
январь 1978
 «Висла» (Краков) —  «Динамо» (Берлин)
7 января. 1:3 (11:15, 15:6, 6:15, 10:15).
14 января. 0:3 (2:15, 10:15, 7:15).
 КПС (Брно) —  «Тюрнхаут»
8 января. 3:0 (15:3, 15:8, 15:8).
14 января. 3:0 (15:6, 15:7, 15:13).
 «Иза» (Фано) —  «Шверте»
.. января. ?:?
10 января. 1:3 (10:15, 15:8, 7:15, 8:15).
 «Вашаш-Иззо» (Будапешт) —  АСУЛ (Лион)
14 января. 3:0.
.. января. 3:1.

## Финал четырёх
10—12 февраля 1978.  Тревизо.
Участники:
 «Вашаш-Иззо» (Будапешт)

 «Динамо» (Берлин)

 «Шверте» (Шверте)

 КПС (Брно)

### Результаты
| М | Команда                 | 1   | 2   | 3   | 4   | И | В | П | С/П | О |
| - | ----------------------- | --- | --- | --- | --- | - | - | - | --- | - |
| 1 | «Динамо» (Берлин)       |     | 3:0 | 3:0 | 3:1 | 3 | 3 | 0 | 9:1 | 6 |
| 2 | КПС (Брно)              | 0:3 |     | 1:3 | 3:0 | 3 | 1 | 2 | 4:6 | 4 |
| 3 | «Шверте»                | 0:3 | 3:1 |     | 1:3 | 3 | 1 | 2 | 4:7 | 4 |
| 4 | «Вашаш-Иззо» (Будапешт) | 1:3 | 0:3 | 3:1 |     | 3 | 1 | 2 | 4:7 | 4 |

|        |                     |     |        |       |       |  |  |
|        |                     |     |        |       |       |  |  |
| 10.02. | Вашаш-Иззо — Шверте | 3:1 |        |       |       |  |  |
| 10.02. | Динамо — КПС        | 3:0 |        |       |       |  |  |
| 11.02. | КПС — Вашаш-Иззо    | 3:0 | (15:1, | 15:7, | 15:9) |  |  |
| 11.02. | Динамо — Шверте     | 3:0 |        |       |       |  |  |
| 12.02. | Шверте — КПС        | 3:1 |        |       |       |  |  |
| 12.02. | Динамо — Вашаш-Иззо | 3:1 |        |       |       |  |  |

### Итоги

#### Положение команд
| «Динамо» (Берлин)          |
| КПС (Брно)                 |
| «Шверте» (Шверте)          |
| 4. «Вашаш-Иззо» (Будапешт) |